# Бес, Вероник
Вероник Бес (фр. Véronique Besse) — французская журналистка и политик, депутат Национального собрания Франции.

## Биография
Вероник Бес родилась 11 августа 1963 года в Ла-Рош-сюр-Йоне. Имеет юридическое образование и диплом Нантской школы менеджмента, где изучала журналистику. Работала журналистом Радио Alouette FM (1986-1990), затем в офисе Филиппа де Вилье в период его работы в должности председателя Генерального совета департамента Вандея (1991-1994), парламентским ассистентом Брюно Ретайо (1994-1997), а затем Филиппа де Вилье (1997-2004). Была членом ассоциации друзей тематического парка Пюи-дю-Фу с момента зарождения идеи его создания в 1977 году.  Занималась вопросами туризма и здравоохранения, с 1989 по 2014 годы возглавляла туристический офис коммуны Лез-Эрбье.
Вероник Бес начала свою политическую карьеру в 1989 году, когда она была муниципальным советником коммуны Мушам; с 1995 по 2001 год она избиралась мэром этой коммуны. В 1998 году она впервые была избрана в Генеральный совет департамента Вандея от кантона Лез-Эрбье, после чего переизбиралась в этот совет в 2004 и 2011 годах. В 2001 году она также была избрана вице-президентом Генерального совета Вандеи и занимала эту должность до окончания последнего срока своих полномочий в 2015 году.
Многолетний помощник Филиппа де Вилье и его соратница по партии "Движение за Францию" до 2019 года, Вероник Бес сменила его на посту депутата Национального собрания Франции от 4-го избирательного округа департамента Вандея в 2005 году. На выборах в Национальное собрание 2007 года она была единым кандидатом от «президентского большинства» и одержала победу в первом туре. Спустя пять лет она вновь побеждает в первом туре и сохраняет мандат депутата.
С ноября 2010 года по май 2011 года она участвовала в работе специальной комиссии по биоэтике. 30 августа 2011 года она была в числе восьмидесяти депутатов парламента, которые обратились к министру национального образования с просьбой исключить из школьных учебников биологии элементы, касающиеся пола, на том основании, что «люди  больше не [будут] определяться как мужчины и женщины, а как практикующие определенные формы сексуальности: гомосексуалисты, гетеросексуалы, бисексуалы, транссексуалы». В сентябре 2011 года она выступила против повышения НДС на вход в тематические парки. Она создает группу парламентариев, в которую входят около пятидесяти депутатов. 30 января 2013 года она выступила против однополых браков и усыновления для однополых пар . 
Она поддерживает сирийский режим в рамках сирийской гражданской войны. Сожалея о том, что у Франции больше нет дипломатического представительства в Сирии, в октябре 2015 года она вместе с Жан-Фредериком Пуассоном и Ксавье Бретоном отправилась в Дамаск, чтобы встретиться с Башаром Асадом. Она утверждала, что «Франция помогает «Исламскому государству», поставляя оружие так называемым умеренным группам, близким к «Аль-Каиде». Рассуждая, что «выбор прост: либо Башар, либо ДАИШ, и мой выбор сделан», она заявляет, что «Франция должна быть на стороне сирийской армии», что Сирия – это «демократия» и что «сирийский народ уважает Асада» .
В марте 2014 года Вероник Бес возглавила правый список на муниципальных выборах в городе Лез-Эрбье и была избрана мэром этого года. После выхода закона о невозможности совмещения мандатов она заявила, что не будет баллотироваться на очередных выборах депутатов Национального собрания, предпочитая сохранить пост мэра Лез-Эрбье.
В апреле 2022 года Вероник Бес решает вернуться к парламентской деятельности, заявляется в качестве кандидата правых на очередных выборах в Национальное собрание и 19 июня 2022 года снова избирается депутатом Национального собрания Франции от 4-го избирательного округа Вандеи. После этого она ушла в отставку с поста мэра Лез-Эрбье.

## Занимаемые должности
20.03.1989 — 24.06.1995 — член муниципального совета коммуны Мушам 

25.06.1995 — 18.03.2001 — мэр коммуны Мушам 

22.03.1998 — 02.04.2015 — член Генерального совета департамента Вандея от кантона Лез-Эрбье 

03.2001 — 02.04.2015 — вице-президент Генерального совета департамента Вандея  

24.01.2005 — 20.06.2017 — депутат Национального собрания Франции от 4-го избирательного округа департамента Вандея 

28.03.2014 — 30.06.2022 — мэр города Лез-Эрбье 

с 22.06.2022 — депутат Национального собрания Франции от 4-го избирательного округа департамента Вандея 

с 01.07.2022 — член муниципального совета города Лез-Эрбье